# Latica
Latica je vrsta lista koji okružuje reproduktivni dio cvijeta. Latice običino imaju jarke boje i neobične oblike da bi namamili oprašivače. Skupno sve latice cvijeta zovu se korola. Latice obično su praćene s posebnim listovima koje se zovu sepale, koje leže ispod korole. Kada cvijet ima sepale i latice koje imaju isti izgled tada se zovu tepale. 

## Vanjske poveznice
- Poljoprivredni fakultet u Osijeku  Arhivirana inačica izvorne stranice od 17. kolovoza 2011. (Wayback Machine) Građa generativnih biljnih organa
- Šumarski fakultet u Zagrebu  Arhivirana inačica izvorne stranice od 9. lipnja 2015. (Wayback Machine) Ivo Trinajstić: Sistematika bilja - stablašice